# Amadeusz (imię)
Amadeusz lub Amedeusz – imię męskie pochodzące od łacińskiego imienia Amadeus, powstałego w kręgach zakonnych. Wywodzi się od słów amare (kochać), oraz Deus (Bóg), co oznacza „kochający Boga”.
Żeńskim odpowiednikiem jest Amadea.
Podobne znaczenie w języku polskim posiada imię Bogumił, a z języka greckiego pochodzi znaczeniowo podobny Teofil.
Imię jest popularne w Sabaudii.
Amadeusz imieniny obchodzi 28 stycznia, 30 marca, 10 sierpnia, 12 września i 27 września.
Święci i błogosławieni o tym imieniu:
- bł. Amadeusz IX Sabaudzki – książę
- św. Amadeusz z Lozanny – biskup
- bł. Amadeusz z Clermont – możny, ojciec św. Amadeusza z Lozanny
- św. Amadeusz Portugalski – zakonnik

Inne osoby noszące imię Amadeusz:
- Amadeusz I Sabaudzki – książę Aosti i król Hiszpanii
- Amedeo Avogadro
- Amédée Borrel
- Amedeo Modigliani

- Wiktor Amadeusz II
- Per Daniel Amadeus Atterbom
- antypapież Feliks V, właśc. Amadeusz VIII
- Ernst Theodor Amadeus Hoffmann
- Wolfgang Amadeus Mozart
- Rambo Amadeus (Рамбо Амадеус) – pseudonim Antonija Pušiċa